# Felsőlajos
Felsőlajos je obec v Maďarsku v župě Bács-Kiskun v okrese Kecskemét. Žije v ní 864 obyvatel (podle sčítání z roku 2015).

## Poloha
Felsőlajos leží ve středním Maďarsku, ve Velké dunajské kotlině. Nejbližším městem je Lajosmizse, vzdálený 5 km. Vesnicí prochází silnice a železnice vedoucí z Kecskemétu do Budapešti, ale spíše je používána dálnice M5 vedoucí nedaleko od obce.

## Historie
V průběhu historie byl Felsőlajos součástí Lajosmizse, samostatným se stal v roce 1986. Roku 2010 byl otevřen nový kostel.